# هارولد جون
هارولد جون (بالإنجليزية: Harold June)‏ هو مستكشف أمريكي، ولد في 12 فبراير 1895 في ستامفورد في الولايات المتحدة، وتوفي في 1962 في Windsor, Connecticut ‏ في الولايات المتحدة.

## وصلات خارجية
- هارولد جون على موقع IMDb (الإنجليزية)
- هارولد جون على موقع كينوبويسك (الروسية)